# Nyctophilus gouldi
Nyctophilus gouldi — вид ссавців родини лиликових. Назва в англійській мові — довговухий кажан Гульда.

## Проживання, поведінка
Країни поширення: Австралія (Новий Південний Уельс, Північна Територія, Квінсленд, Вікторія, Західна Австралія), Індонезія (Іріан-Джая). Вид відомий від рівня моря до 1240 м над рівнем моря. Живе в лісах та рідколіссях. Лаштує сідала в дуплах дерев, тріщинах і під дахом. Материнські колонії зазвичай складаються з 10 — 20 самиць, самці, як правило, поодинокі. Самиці часто народжують близнят.

## Загрози та охорона
Здається, немає серйозних загроз для цього виду. Цей вид, як відомо, присутній у ряді охоронних територій.